# Lottatori romani
Lottatori romani (in tedesco: Römischer Ringkampf, "Lotta romana") è un olio su tela del pittore fiammingo Michiel Sweerts (1618-1664), realizzato tra il 1648 e il 1650 durante il suo lungo soggiorno a Roma. È conservato a Karlsruhe, in Germania.

## Descrizione
Nelle sue scene di genere (come il soggetto di questo quadro), Michiel Sweerts è influenzato da un lato dai bamboccianti che frequentava e, dall'altro, dall'Accademia di San Luca, della quale fu un aggregato, e che al contrario propugna uno stile più classico e nobile, che qui si vede nei corpi dei lottatori dal gusto antico.
Il pittore apprezzava particolarmente questa tela, dato che la conservava nel suo studio, come si può vedere nello sfondo del suo quadro Studio del pittore, realizzato nel 1650 e oggi conservato al museo statale di Amsterdam.
La scena rappresenta un combattimento tra dei lottatori in un'arena all'aperto, di sera. Sullo sfondo si nota una scalinata con uno squarcio del cielo nuvoloso. A destra, dei popolani e delle popolane assistono allo spettacolo, mentre a sinistra, sullo sfondo, si trovano dei personaggi illustri vestiti di nero. Uno di loro alza le braccia come se desiderasse la fine della lotta. Inoltre, il lottatore nudo di spalle in primo piano è pronto per il combattimento successivo, perché si sta spogliando. La luce lo colpisce direttamente, come se lui fosse il fulcro del soggetto. Poi la luce si sposta più attenuata verso i due lottatori muscolosi al centro della tela, dei quali quello di sinistra è più illuminato e quello di destra ha i capelli legati da una fascia di lino bianco che riflette la luce, richiamando la camicia del lottatore inginocchiato e la parte superiore della schiena del suo compagno. Questi tre nudi accademici richiamano gli antichi romani.
La luce termina la propria traiettoria sul volto dell'adolescente inginocchiato a destra, che indossa un vestito rosa. Egli si allontana dalla lotta alzando le mani, ma gira la testa verso i lottatori. Lo storico dell'arte Vitale Bloch si è chiesto se si trattasse si un arbitro, oppure di un giovane spettatore appassionato. È un interrogarsi dell'artista tra due comportamenti o due convinzioni, oppure un andare in un'altra direzione guardando un'ultima volta indietro?
Nella folla a sinistra, si distingue un lottatore nudo seduto con una bottiglia di vino in mano, che certamente ha partecipato a uno scontro precedente. Questi assomiglia al modello dello Studio del pittore del Rijksmuseum. Gli storici dell'arte hanno voluto vedere in questo quadro entrato nella Kunsthalle di Karlsruhe nel 1963 una composizione vicina a Michelangelo Cerquozzi che richiama le forme di Cornelis van Haarlem.